# Altzayanca
Altzayanca è una città dello stato di Tlaxcala, nel Messico centrale, capoluogo della omonima municipalità.
La municipalità conta 15.935 abitanti (2010) e ha un'estensione di 186,46 km².
Il nome della città significa luogo dove le acque si rompono.